# Ali Baba et les Quarante Voleurs (film, 1954)
Pour les articles homonymes, voir Ali Baba.
Pour plus de détails, voir Fiche technique et Distribution.
Ali Baba et les Quarante Voleurs (stylisé Ali Baba et les 40 Voleurs) est un film français réalisé par Jacques Becker, sorti en 1954. Il est tiré du célèbre conte anonyme issu des Mille et Une Nuits. Ali Baba joué par Fernandel, serviteur et homme à tout faire du riche Cassim découvre la cachette d'une bande de voleurs et décide de s'approprier leur trésor. Sa grande générosité entrainera un partage de cette richesse avec toute la population de la ville mais il gardera l'amour de Morgiane qu'il avait acheté à son père pour son maître. Il fut tourné, pour les extérieurs, dans la ville marocaine de Taroudant dont on découvre les fortifications dès le début du film. 

## Synopsis
Ali Baba est un brave homme, débrouillard  et généreux, ami de tous les pauvres. Il est le serviteur de confiance d'un  riche bourgeois, Cassim, dont il gère les affaires, la maison et le harem. Il a acheté la belle Morgiane, vendue par son propre père. Un amour protecteur naît chez Ali : un somnifère empêche Cassim de la posséder.
Ali, pour retrouver le vendeur itinérant, doit se lancer à la poursuite d'une caravane, parvenue loin de la ville et dans une zone peu sûre. Une fois l'affaire conclue, la caravane est attaquée par une bande de quarante voleurs. Tous les marchands préfèrent fuir, quitte à abandonner les marchandises. Ali, empêtré dans une nacelle, est témoin de la prise du butin et de ce qui s'ensuit : tout est caché dans une cavité de la montagne dont l'entrée est protégée par des pierres mobiles qui s'ouvrent sur un mot magique Sésame ouvre-toi.
Utilisant à son tour le formule magique, Ali pénètre dans la caverne : c'est un amoncellement de richesses ! Ali Baba, n'ayant pu résister à la tentation, remplit sa besace de pièces d'or. De retour à la maison, il offre le perroquet à Morgiane - qui le boude -, et interpelle Cassim : « Je suis riche, et je rachète Morgiane ». Cassim veut savoir d'où Ali tire cette richesse. Et Ali mène Cassim à la grotte. Chacun puise dans les trésors. Des pensées meurtrières traversent l'esprit de Cassim. Ali, sentant la menace, allègue qu’il a entendu du bruit et propose de déguerpir.
Le chef des brigands en hauteur de la colline les voit s’enfuir. Sitôt à la maison, Ali prend Morgiane du harem et la ramène chez son père. Celle-ci ne semble pas si ravie de ce retour au foyer paternel et demande à Ali de venir la revoir. En chemin, il rencontre quatre de ses anciens amis, quatre mendiants. Il les questionne sur ce qu’ils aimeraient avoir en cas de richesse et déclare : « Le Bon Dieu va  vous le donner par mon intermédiaire, vous aurez le nécessaire et le superflu » et d’en faire ses majordomes. Le lendemain, Ali achète la plus belle maison de la ville. De la terrasse, il voit que Morgiane est de nouveau proposée à la vente ; il se précipite, repousse un acquéreur et propose à Morgiane le mariage.
La fête des noces se prépare. Toute la ville est invitée, le chef des brigands (déguisé) et Cassim sont présents eux aussi. Chacun fait entrer ses hommes et une terrible bagarre s'ensuit. Ali parvient à s'enfuir. Cassim et le chef des bandits sont enfermés dans des cages, mis au pilori. « Des pauvres il n’y en aura plus, je m’en charge » et Ali conduit la horde des pauvres à la grotte. Tous les habitants s'engouffrent dans la caverne. La grotte est vidée en quelques instants. Ali y reste seul, abattu. Mais Morgiane vient l'y chercher pour le ramener à la maison.

## Fiche technique
- Réalisation : Jacques Becker
- Scénario, adaptation : Jacques Becker, Marc Maurette, Cesare Zavattini, Maurice Griffe, Annette Wademant à partir des Mille et une nuits avec une collaboration momentanée de Roger Nimier et Antoine Blondin
- Dialogues : André Tabet
- Assistants réalisateurs : Marc Maurette, Jean-François Hauduroy, Jean Becker, Jacques Rivette et de langue arabe : Abdelkak Chraïbi et Mohamed Gabsi
- Images : Robert Lefebvre
- Opérateur : Roger Delpuech, assisté de Gilbert Sarthe, Gaston Muller
- Montage : Marguerite Renoir, assistée de Geneviève Vaury
- Son : Pierre Calvet
- Perchman : Maurice Dagonneau
- Recorder : Christian Gourmes, Jacques Gérardot
- Décors : Georges Wakhévitch, assisté de René Calviera, Jean Forestier, Pierre Thévenet et Savin Couëlle
- Script-girl : Charlotte Lefèvre
- Costumes : Jacqueline Moreau, Ferdinand Junker, Georges Wakhévitch
- Robes : Marcelle Desvignes
- Musique : Paul Misraki (Éditions Hortensia et Impéria)
- Orchestre sous la direction de Marc Lanjean
- Parolier : Jean Manse, pour la chanson Ali Baba
- Régie générale : Georges Testard, assisté de Louis Manella
- Régie extérieure : Robert Christidès
- Photographe de plateau : Gaston Thonnart
- Accessoiristes : René Albouze, Louis Charpeau
- Maquillage : Jean Ulysse, Lina Gallet
- Coiffure : Georges Stern
- Tapissier : André Guénier
- Habilleuses : Albertine Banquarel, Simone Gerber
- Production : Les Films du Cyclope
- Chef de production : Adry de Carbuccia et Ronald Girard
- Directeur de production : René-Gaston Vuattoux et Jean Goiran
- Administrateur de production : Yvonne Toumayeff
- Secrétaire de production : Micheline Robert
- Distribution : Cinédis
- Tirage : Laboratoire G.T.C de Joinville
- Pellicule 35 mm, couleur par Eastmancolor, développement Paris Studio Cinéma
- Système sonore : Western Electric
- Groupes électrogènes : Luxazur
- 30 vues stéréoscopiques tirées de scènes du film sont éditées en relief et en couleur par la société Stéréofilms Bruguière établie à Paris depuis 1946[1].
- Genre : Comédie orientale
- Durée : 89 minutes
- Première présentation le 24/12/1954
- Affiches : René Ferracci, René Péron (France)

## Distribution

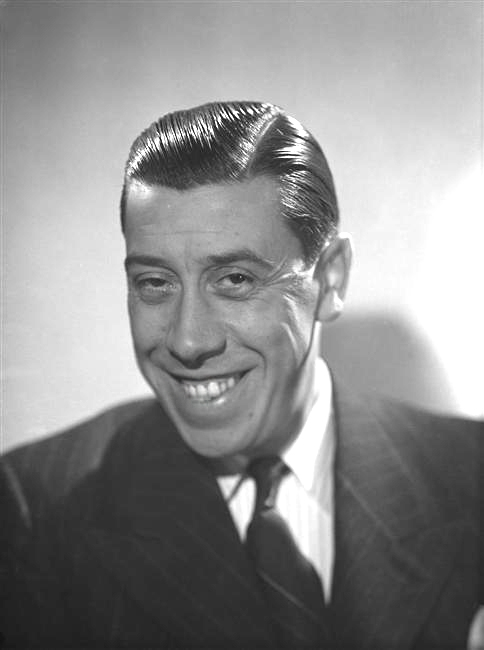
Fernandel (Ali Baba)

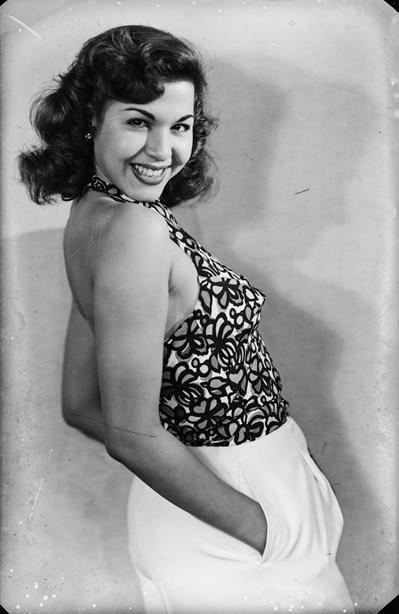
Samia Gamal (Morgiane)

- Fernandel : Ali Baba, serviteur de Cassim le riche marchand
- Samia Gamal : Morgiane
- Dieter Borsche (VF : Jean-Henri Chambois) : Abdul, le chef des voleurs
- Henri Vilbert : Cassim, le riche marchand
- Édouard Delmont : Le père de Morgiane
- Julien Maffre: un mendiant
- José Casa : un mendiant
- Edmond Ardisson : un mendiant
- Manuel Gary : un mendiant
- Gaston Orbal : Le mufti
- Bob Ingarao : Un bandit
- Yoko Tani
- Léopoldo Francès
- Fanfan Mignucci
- Piella Sorano
- Mohamed Gabsi
- Abdou Chraïbi
- El Bachir Laalej
- Luc Martial : Un enfant
- Said Moutaa Ben Ali

## Autour du film

### Réalisation et diffusion
Diffusé dans les salles en 1954, la même année que son autre film Touchez pas au grisbi, sorti en mars, Ali Baba et les Quarante Voleurs, sorti pour la période de Noël, considéré comme issu d'une commande commerciale sera retenu par la critique comme ayant peu d'intérêt artistique et dissonant ainsi avec le film précédent et les autres réalisations de Jacques Becker.

### Lieux de tournage

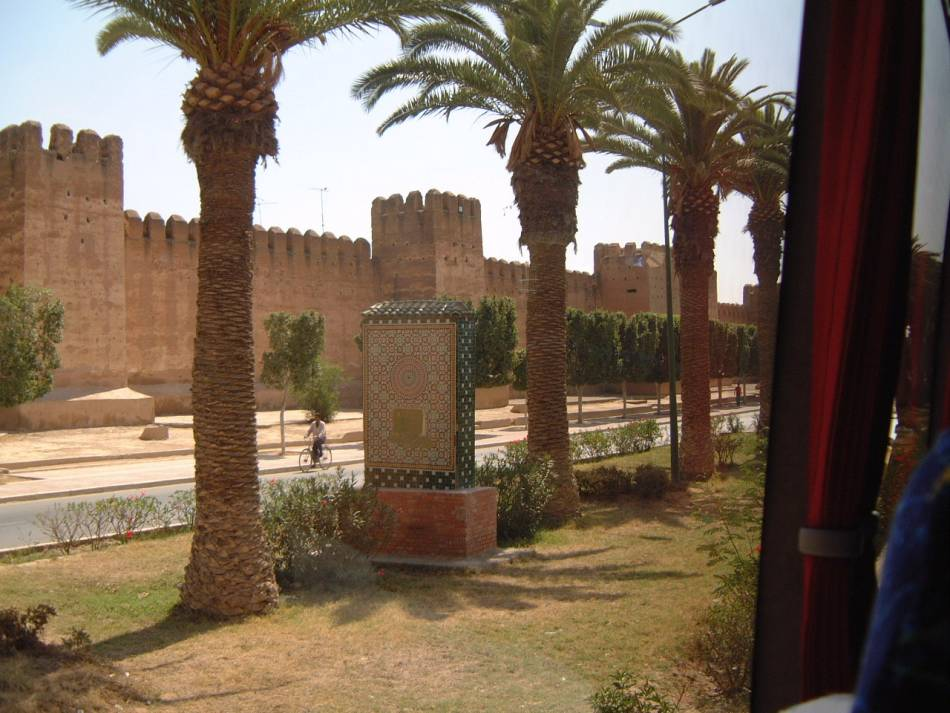
Les remparts de Taroudant sont visibles dans le film.

Le tournage se déroule du 12 avril au 14 juillet 1954. Les prises en extérieurs sont effectuées dans la vallée d'Agadir et à Taroudant, dans le sud marocain (notamment à Ouarzazate) et les scènes intérieurs sont tournées dans les studios de Billancourt. Le tournage s'est effectué sur une durée de treize semaines dont six au Maroc. 
Les acteurs principaux ont ainsi effectué le voyage de Paris à Billancourt, y compris le mulet Bouzouf, car selon Jacques Becker, « il n'existe pas deux mulets de couleur absolument semblable. ».

## Accueil critique
François Truffaut dans les Cahiers du cinéma signe un article élogieux sur le film qu'il déclare avoir vu trois fois : « À la première vision, Ali Baba m'a déçu, à la seconde ennuyé, à la troisième passionné et ravi. (…) Il faut avoir dépassé le stade de la surprise, il faut connaître la structure du film pour que s'évanouisse la sensation de déséquilibre tout d'abord éprouvée. » Il concède des défauts au film (le fait d'avoir situé celui-ci dans un « Orient de Canebière » - il note que la plupart des acteurs sont marseillais - la musique de Paul Misraki qu'il trouve « très mauvaise », le jeu d'Henri Vilbert qu'il trouve trop « intérieur » pour ce rôle où il faut bouger, sauter et courir : « Quand il est dans le champ on a envie de refaire le cadrage ») mais en parlant de sa mise en scène il assure que Ali baba et les Quarante Voleurs est le film français « le mieux fait » de l'année avec Touchez pas au grisbi et souligne son charme.
Truffaut trouve que le style de jeu de Fernandel est tout à fait adapté à la mise en scène choisie et que Jacques Becker réussit avec lui ce que Claude Autant-Lara ou Yves Allégret avaient raté avec L'Auberge rouge et Mam'zelle Nitouche. Pour lui le film est « un extraordinaire document sur (…) un monument nommé Fernandel ».
La critique de ce film est le premier article où François Truffaut utilise  l'expression Politique des auteurs. Il écrit « Ali Baba eût-il été raté que je l'eusse quand même défendu en vertu de la Politique des Auteurs (…) En dépit de son scénario trituré par dix ou douze personnes, dix ou douze personnes de trop excepté Becker, Ali Baba est le film d'un auteur, un auteur parvenu à une maîtrise exceptionnelle, un auteur de film. »